# Casey Cizikas
Casey Cizikas, född 27 februari 1991, är en kanadensisk professionell ishockeyspelare som spelar för New York Islanders i NHL.
Han draftades i fjärde rundan i 2009 års draft av New York Islanders som 92:a spelare totalt.